# Guy Allison
Guy Allison Steiner (* 23. April 1959 in Los Angeles) ist ein US-amerikanischer Rockmusiker und Komponist.

## Leben und Wirken
Allison hatte im Alter von vier Jahren den ersten Klavierunterricht. An der Eagle Rock High School (ERHS) wurde er unter der Anleitung von John Rinaldo mit der Jazzmusik vertraut. Später studierte er bei dem Komponisten John Prince und dem Jazzmusiker Herb Mickman. Seinen ersten professionellen Job hatte er sechzehnjährig im Orchester des Greek Theatre in Los Angeles. Im gleichen Jahr entstanden seine ersten Studioaufnahmen mit der ERHS Jazz Band unter der Leitung von Rinaldo.
Nach einem Studium der Musiktheorie, das er nach einem Jahr abbrach, trat er mit verschiedenen Bands auf und wurde schließlich musikalischer Leiter einer Show in Reno/Nevada. Dort traf er auf die Rockband Lodgic. Mit dieser (in der Besetzung Michael Sherwood, Jimmy Haun, Billy Sherwood, Gary Starnes und Allison) nahm er 1985 beim Label A&M Records das Album Nomadic Sands auf. Nachdem sich die Band aufgelöst hatte, engagierte ihn Patrick Moraz als zweiten Keyboarder für die Band The Moody Blues, der er bis 1990 angehörte. Billy Sherwood und der Gitarrist Bruce Gowdy gründeten in dieser Zeit mit Mark T. Williams und Allison die Progressive-Rock-Band World Trade, deren gleichnamiges Album, produziert von Keith Olsen, 1989 bei Polygram veröffentlicht wurde. 
1990 wirkte er am Studioalbum The Earth is... der Musiker Graham Russell und Russell Hitchcock von Air Supply mit. Darauf nahm er an einer Unplugged-Tournee der Band teil und wurde deren Mitglied. In den sieben Jahren seiner Mitgliedschaft bei Air Supply tourte er mit der Band durch Nord- und Südamerika, Australien und Asien, nahm vier Studioalben und ein Livealbum auf, war an vier Kompilationen beteiligt und Coautor mehrerer Songs. Parallel dazu gründete er mit Bruce Gowdy und dem Sänger Mark Free die Gruppe Unruly Child, deren gleichnamiges Studioalbum 1992 bei Interscope Records erschien. Ebenfalls 1990 nahm Allison an der Tournee Rock’n’Roll Army von Eikichi Yazawas teil.
Die Zusammenarbeit mit dem Gitarristen John McFee und dem Schlagzeuger Keith Knudsen führte zu seiner Mitgliedschaft in der Band The Doobie Brothers, auf deren Livealbum Rockin’ Down the Highway er 1996 debütierte. Er tourte mit der Band durch die USA, Kanada, Japan, Australien und Neuseeland und Europa und wirkte – teil als Koproduzent und Songwriter – an deren nachfolgendem Album mit. Daneben trat er weiter mit Yazawa auf, mit dem er drei Studioalben produzierte.
Als Produzent, Komponist, Arrangeur oder Musiker arbeitete Allison außerdem u. a. mit Boz Scaggs, Carlene Carter, Nick Kamen, Don Henley, Gavin Christopher, Buddy Miles, Bobby Kimball, L. Shankar, der Band Chicago und Glenn Hughes zusammen. Aufnahmen entstanden auch mit den Musikern und Produzenten Greg Laydanyi, Elliot Scheiner, Randy Newman, David Foster, David Williams, Patrick Leonard, Humberto Gatica, Neil Stubenhaus, Steve Lukather, Michael Landau, Michael Thompson und Jeff Porcaro. Außerdem komponierte Allison auch Film- und Schauspielmusiken.